# Spiele der kleinen Staaten von Europa 2019
| Medaillenspiegel | Medaillenspiegel | Medaillenspiegel | Medaillenspiegel | Medaillenspiegel | Medaillenspiegel |
| Platz            | Land             | Gold             | Silber           | Bronze           | Gesamt           |
| ---------------- | ---------------- | ---------------- | ---------------- | ---------------- | ---------------- |
| 1                | Luxemburg        | 26               | 27               | 24               | 77               |
| 2                | Island           | 21               | 27               | 16               | 64               |
| 3                | Zypern           | 19               | 13               | 23               | 55               |
| 4                | Monaco           | 15               | 13               | 20               | 48               |
| 5                | Montenegro       | 15               | 6                | 14               | 35               |
| 6                | Liechtenstein    | 9                | 5                | 6                | 20               |
| 7                | Malta            | 6                | 12               | 9                | 27               |
| 8                | Andorra          | 3                | 4                | 11               | 18               |
| 9                | San Marino       | 1                | 4                | 7                | 12               |

Die Spiele der kleinen Staaten von Europa 2019 fanden vom 27. Mai bis 1. Juni 2019 in Budva, Montenegro statt.

## Sportarten
| - Basketball - Beachvolleyball - Boule - Judo - Leichtathletik | - Schießen - Schwimmen - Tennis - Tischtennis - Volleyball |

## Wettkampfstätten
| Sportart        | Wettkampfstätte               | Ort                 |
| --------------- | ----------------------------- | ------------------- |
| Basketball      | Topolica Sport Hall           | Bar                 |
| Beachvolleyball | Morača Sports Center          | Podgorica           |
| Boule           | Olympic Park                  | Budva               |
| Judo            | SC Cetinje                    | Cetinje             |
| Leichtathletik  | Topolica Sport Hall           | Bar                 |
| Schießen        | SC Rea                        | Budva und Markovići |
| Schwimmen       | Morača Sports Center          | Podgorica           |
| Tennis          | Slovenska Plaža Tennis Center | Budva               |
| Tischtennis     | Župa Hall                     | Tivat               |
| Volleyball      | Morača Sports Center          | Podgorica           |

## Zeitplan
Legende zum nachfolgend dargestellten Wettkampfprogramm:

_ – Eröffnungs- und Abschlusszeremonie; _ – Qualifikationswettkämpfe; _ – Finalentscheidungen
Letzte Spalte: Gesamtanzahl der Entscheidungen in den einzelnen Sportarten
| Zeitplan (mit Anzahl der Entscheidungen) | Zeitplan (mit Anzahl der Entscheidungen) | Zeitplan (mit Anzahl der Entscheidungen) | Zeitplan (mit Anzahl der Entscheidungen) | Zeitplan (mit Anzahl der Entscheidungen) | Zeitplan (mit Anzahl der Entscheidungen) | Zeitplan (mit Anzahl der Entscheidungen) | Zeitplan (mit Anzahl der Entscheidungen) |
|                                          | Mo                                       | Di                                       | Mi                                       | Do                                       | Fr                                       | Sa                                       | Gesamt                                   |
| Mai                                      | 27.                                      | 28.                                      | 29.                                      | 30.                                      | 31.                                      | 1.                                       | Juni                                     |
| ---------------------------------------- | ---------------------------------------- | ---------------------------------------- | ---------------------------------------- | ---------------------------------------- | ---------------------------------------- | ---------------------------------------- | ---------------------------------------- |
| Eröffnungsfeier                          |                                          |                                          |                                          |                                          |                                          |                                          |                                          |
| Basketball                               |                                          |                                          |                                          |                                          |                                          | 2                                        | 2                                        |
| Beachvolleyball                          |                                          |                                          |                                          |                                          | 2                                        |                                          | 2                                        |
| Boule                                    |                                          |                                          | 1                                        | 3                                        |                                          |                                          | 4                                        |
| Judo                                     |                                          | 9                                        |                                          | 2                                        |                                          |                                          | 11                                       |
| Leichtathletik                           |                                          |                                          | 11                                       | 11                                       | 15                                       |                                          | 37                                       |
| Schießen                                 |                                          |                                          |                                          | 3                                        | 3                                        |                                          | 6                                        |
| Schwimmen                                |                                          | 12                                       | 12                                       | 14                                       |                                          |                                          | 38                                       |
| Tennis                                   |                                          |                                          |                                          |                                          |                                          | 5                                        | 5                                        |
| Tischtennis                              |                                          |                                          | 2                                        | 2                                        |                                          | 2                                        | 6                                        |
| Volleyball                               |                                          |                                          |                                          |                                          |                                          | 2                                        | 2                                        |
| Abschlussfeier                           |                                          |                                          |                                          |                                          |                                          |                                          |                                          |
| Medaillenentscheidungen                  |                                          | 21                                       | 26                                       | 35                                       | 20                                       | 11                                       | 113                                      |
| Mai                                      | 27.                                      | 28.                                      | 29.                                      | 30.                                      | 31.                                      | 1.                                       | Juni                                     |
|                                          | Mo                                       | Di                                       | Mi                                       | Do                                       | Fr                                       | Sa                                       | Gesamt                                   |